# Holographis parayana
Holographis parayana là một loài thực vật có hoa trong họ Ô rô. Loài này được Miranda mô tả khoa học đầu tiên năm 1953.